# C. H. Robinson Worldwide
C. H. Robinson Worldwide ist eine US-amerikanische Spedition mit Sitz in Eden Prairie, Minnesota. Sie ist insbesondere im intermodalen sowie konventionellen Güterkraftverkehr tätig und bietet auch Dienstleistungen wie Supply-Chain-Management und Third-Party-Logistics an.
Rund 16.900 Mitarbeiter sind in dem Unternehmen beschäftigt, das in den Aktienindizes S&P 500, NASDAQ-100 und Dow Jones TA gelistet ist. Die Firma bietet Dienstleistungen im Sektor Logistik und Transport, insbesondere im Lastkraftwagentransport, an.